# Sergey Lvovich Levitsky
Sergey Lvovich Levitsky  (em russo:  Сергей Львович Левицкий (Moscovo, 1819 – São Petersburgo, 1898) foi um fotógrafo russo, um dos pioneiros da fotografia no Império Russo.
Trabalhou em Paris e na Rússia.
Em 1847, Levitsky desenhou uma câmara fotográfica que melhorava consideravelmente o processo de focagem. A adaptação influenciou o desenho das máquinas fotográficas nas décadas seguintes e ainda hoje está presente em algumas máquinas fotográficas profissionais. Levitsky foi ainda o primeiro fotógrafo a retratar uma pessoa em diferentes poses e em diferentes indumentárias (por exemplo, o indivíduo toca piano e escuta-se a si mesmo).